# Prionotoleberis abyssicola
Prionotoleberis abyssicola is een mosselkreeftjessoort uit de familie van de Cylindroleberididae. De wetenschappelijke naam van de soort werd in 1869 voor het eerst geldig gepubliceerd door Georg Ossian Sars.